# Mont Wilhelm
Mont Wilhelm (també es coneix com a Enduwa Kombuglu en idioma local papuà Kuman i en alemany com Wilhelmsberg) és la muntanya més alta de Papua Nova Guinea amb 4.509 m d'altitud sobre el nivell del mar i una prominència de 2.969 m. Forma part de la serralada Bismarck.
Aquesta muntanya es troba a l'illa de Nova Guinea. Són més alts altres cims de la Papua d'Indonèsia com el Puncak Jaya de 4.884 m d'altitud.
Per algunes fonts el Mont Wilhelm seria la muntanya més alta del continent australià o Oceania, tot considerant que Indonèsia és part del sud-est d'Àsia.

## Història
Mont Wilhelm va rebre aquest nom l'any 1888 quan el corresponsal d'un diari alemany, Hugo Zöller, escalà la serralada Finisterre al sud-est de Madang, i va donar nom a la serralada Bismarck en honor del canceller alemany, Otto von Bismarck, i els quatre cims més alts de la serralada amb el nom del canceller i les seus fills: Ottoberg, Herbertsberg, Mariaberg i Wilhelmsberg. Otto-berg li va semblar a Zöller que era el més alt però en realita ho era el Wilhem.
No va ser fins al 15 d'agost de 1938 quan Leigh Vial, un oficial militar i dos papuesos van escalar el cim. Vial va comprovar que encara que estava tan a prop de l'equador hi havia neu al cim.

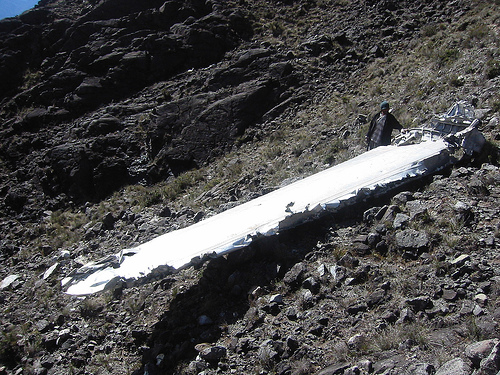
Una ala de l'accident aeri d'un avió dels Estats Units estavellat a Mont Wilhelm.

Durant la Segona Guerra Mundial el 22 de maig de 1944, un avió militar estatunidenc F-7A anomenat "Under Exposed" es va estavellar a la muntanya quan volava abaixa altitud dins d'una missió de reconeixement per tal de fotografiar Illa Padaidori a la Nova Guinea Neerlandesa. Tota la tripulació hi morí.
Nombroses persones han mort intentant escalar aquesta muntanya incloent el sergent australià Christopher Donnan, l'any 1971 i un israelià que es va torçar el turmell i caigué a un barranc. Tot i això el Mont Wilhelm és la muntanya més accessible per a ser escalada de Papua Nova Guinea, presenta dues rutes: la més popular parteix des de la vila de Keglsugl i l'altra, més dura, des de Ambullua.